# Don Juan Poznański
Don Juan Poznański – dygresyjny poemat satyryczny autorstwa Ryszarda Berwińskiego, który ukazał się w 1844 w Poznaniu.
Poemat został wydrukowany w ramach zbioru Poezje (Poezye), a dokładnie w ramach pierwszej części tego zbioru (druga ukazała się w Brukseli). Stanowił ostrą satyrę na regionalizm mieszkańców Poznańskiego (W Poznańskiem jednak, ach! w tym Poznańskiem, W tym naszym polsko-germańsko-arysto-demo-kratyczno-pańsko-filozoficznie-kapłańskiem). Wywołał ostry sprzeciw silnego w Poznaniu obozu zachowawczego i konserwatystów. M.in. Józef Łukaszewicz mocno go skrytykował na łamach Orędownika Naukowego – autora nazwał wtedy szczekaczem ulicznym, a wiersz według niego zawierał zdania rzeźniczej tylko godne namiętności.